# 213-та дивізія охорони (Третій Рейх)
213-та дивізія охорони (Третій Рейх) (нім. 213. Sicherungs-Division) — піхотна дивізія німецьких сухопутних військ, що виконувала завдання охорони тилу військ вермахту за часів Другої світової війни.

## Історія
213-та дивізія охорони була сформована 15 березня 1941 року на навчальному центрі Нойгаммер (нім. Truppenübungsplatz Neuhammer) у 8-му військовому окрузі. З початком німецького вторгнення до Радянського Союзу, дивізія діяла в окупованих регіонах України та Південній Росії за в тиловій смузі групи армій «Південь». Основними завданнями з'єднання було забезпечення безпеки ліній зв'язку та електропостачання та боротьба з партизанським рухом у тилових районах вермахту.
Поряд з іншими силами безпеки та поліції на окупованих територіях дивізія брала участь у військових злочинах проти військовополонених та цивільного населення. Підрозділ підпорядковувався Карлу фон Рокесу, командиру тилових сил групи армій «Південь». З осені 1943 року дивізія билася на фронті під Києвом, взимку 1944 року зазнала колосальних втрат у Черкасському котлі. У липні 1944 року після відновлення боєздатності повернулася на німецько-радянський фронт, билася на центральному напрямку війни. Літом вдруге зазнала поразки і у вересні була офіційно розформована.

## Командування

### Командири
- генерал-лейтенант Рене де Курбієр (нім. René de l'Homme de Courbière) (15 березня 1941 — 18 серпня 1942);
- генерал-лейтенант Алекс Гешен (нім. Alex Göschen) (18 серпня 1942 — вересень 1944).

### Підпорядкованість
| Час      | Корпус      | Армія      | Група армій (округ)            | Штаб                       |
| -------- | ----------- | ---------- | ------------------------------ | -------------------------- |
| 1941     |             |            |                                |                            |
| березень |             |            |                                | Навчальний центр Нойгаммер |
| червень  | XVII ак     | 6-та армія | Група армій «Південь»          | Україна                    |
| липень   |             | 6-та армія | Група армій «Південь»          | Україна                    |
| серпень  |             |            | Група армій «Південь»          | Україна                    |
| 1942     |             |            |                                |                            |
| січень   |             |            | Група армій «Південь»          | Україна                    |
| серпень  |             |            | Група армій «B»                | Україна/Кубань             |
| 1943     |             |            |                                |                            |
| січень   |             |            | Група армій «B»                | Україна/Кубань             |
| березень |             |            | Група армій «Південь»          | Україна                    |
| жовтень  | VII ак      | 4-та ТА    | Група армій «Південь»          | Київ                       |
| листопад | XXXXVIII тк | 4-та ТА    | Група армій «Південь»          | Житомир                    |
| грудень  | XIII ак     | 4-та ТА    | Група армій «Південь»          | Житомир                    |
| 1943     |             |            |                                |                            |
| січень   | XIII ак     | 4-та ТА    | Група армій «Південь»          | Вінниця                    |
| квітень  |             | 4-та ТА    | Група армій «Північна Україна» | Ковель                     |
| серпень  | XXXXVIII тк | 4-та ТА    | Група армій «Північна Україна» | Бодзентин                  |

## Склад
| травень 1943                     |
| -------------------------------- |
| 318-й полк охорони               |
| 177-й полк охорони               |
| 180-й полк охорони               |
| III./6-го полку поліції          |
| 213-й козачий ескадрон           |
| 318-й інженерний батальйон «Ост» |
| 318-й загін зв'язку;             |
| 318-те управління постачання.    |

## Нагороджені дивізії
Нагороджені дивізії
|  | Кавалери Золотого Німецького Хреста                                                                        | 4 |
|  | Кавалери Почесної застібки Сухопутних військ «Почесна застібка на орденську стрічку для Сухопутних військ» | 1 |